# Masuk Mia Jony
Masuk Mia Jony là một cầu thủ bóng đá người Bangladesh thi đấu ở vị trí tiền vệ. Hiện tại anh thi đấu cho Dhaka Mohammedan.

## Bàn thắng quốc tế

### U-20
Tỉ số và kết quả liệt kê bàn thắng của Bangladesh trước.
| #  | Ngày                | Địa điểm                                             | Đối thủ        | Tỉ số | Kết quả | Giải đấu                                        |
| -- | ------------------- | ---------------------------------------------------- | -------------- | ----- | ------- | ----------------------------------------------- |
| 1. | 2 tháng 10 năm 2015 | Sân vận động Quốc gia Bangabandhu, Dhaka, Bangladesh | U-19 Sri Lanka | 2-0   | 2-0     | Vòng loại Giải vô địch bóng đá U-19 châu Á 2016 |
| 2. | 4 tháng 10 năm 2015 | Sân vận động Quốc gia Bangabandhu, Dhaka             | U-19 Bhutan    | 1-1   | 1-1     | Vòng loại Giải vô địch bóng đá U-19 châu Á 2016 |

### Câu lạc bộ
Dhaka Mohammedan
| #  | Ngày                 | Địa điểm                            | Đối thủ                          | Tỉ số | Kết quả | Giải đấu                                 |
| -- | -------------------- | ----------------------------------- | -------------------------------- | ----- | ------- | ---------------------------------------- |
| 1. | 23 tháng 10 năm 2015 | Sân vận động M. A. Aziz, Chittagong | Bản mẫu:Country data SL Solid SC | 2-0   | 6-1     | Sheikh Kamal International Club Cup 2015 |